# 中国網通
中国網絡通信集団有限公司（中: 中国网络通信集团公司、英: China Network Communications Group Corporation Limited, China Netcom, CNC、チャイナ・ネットコム）は、かつて存在した中華人民共和国の通信事業者である。

## 概要
1999年に設立された。
2002年の中国国務院の通信事業再編政策により、旧中国電信が新中国電信と中国網通とに南北2分割され、中国網通は旧中国電信の長江以北10省の事業、および吉通通信の事業を吸収し拡大した。ただし、中国網通と中国電信は長距離通信、インターネット接続の分野ではお互いのテリトリーを犯してもよくなっていて、この分野では全国的なサービスを展開している。
2004年にニューヨーク証券取引所（証券コード:CN）、香港証券取引所に上場。当時、中国電信（チャイナテレコム）に次ぐ第2位の固定通信会社であった。中国各地で小霊通と呼ばれるPHSサービスを展開していた。
2008年には、第3世代移動通信システム（3G）の実施を目前にして3つの通信メガグループ（中国電信・中国聯通・中国移動）に集約する業界の再々編成で、中国聯通のGSM回線・業務と中国網通の業務も引き次いだ新しい中国聯通が発表されている（中国聯通のCDMA回線・業務は中国電信が譲受し、中国聯通は新たにUMTSサービスを開始した）。
2008年北京オリンピックのローカルスポンサー（公式パートナー）であった。